# Rialtobrug

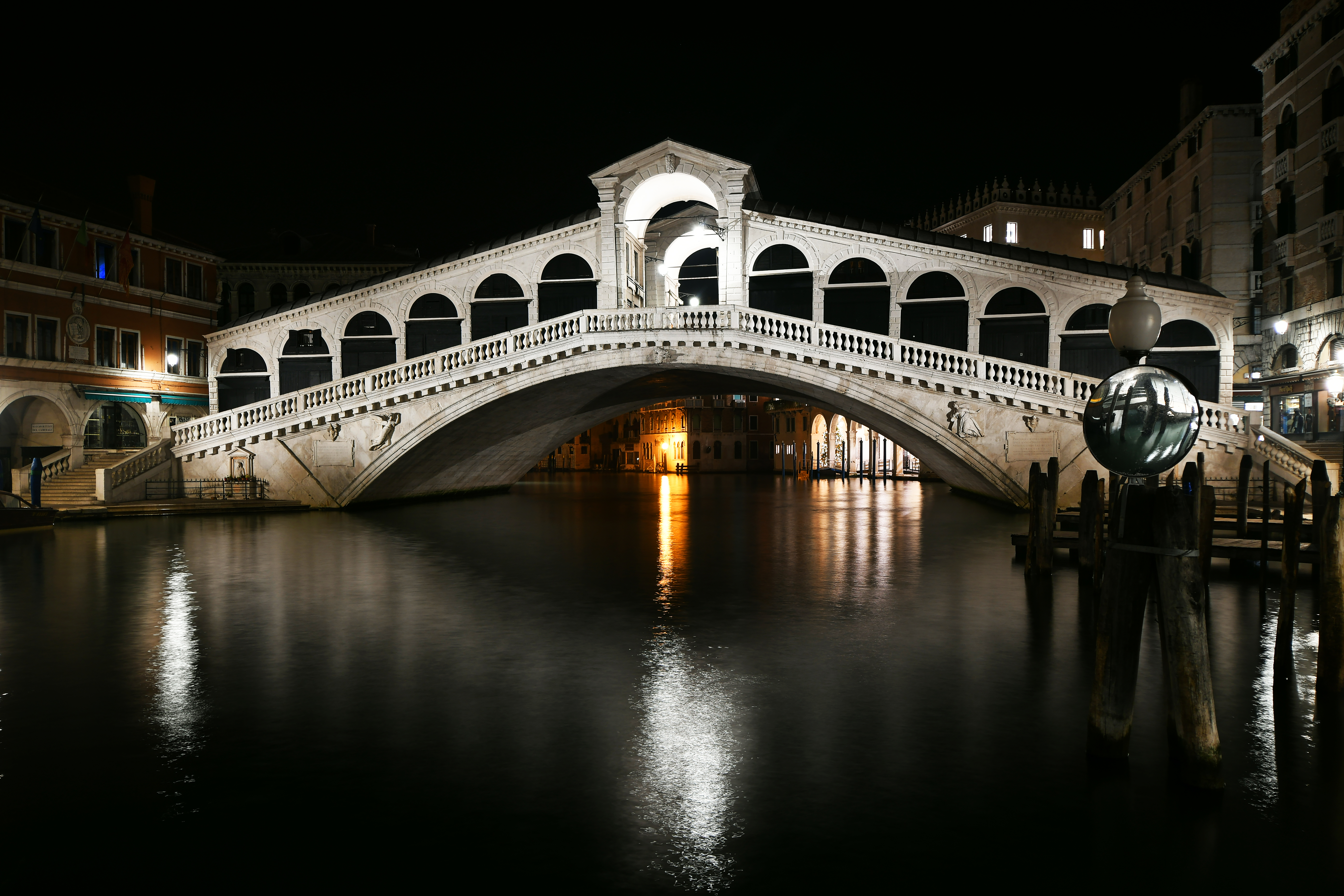
's Nachts

De Rialtobrug (Italiaans: Ponte di Rialto) is een brug in de Italiaanse stad Venetië over het Canal Grande, de levensader van Venetië. Het is de oudste en bekendste van de vier bruggen over het Canal Grande.
Voor de huidige brug, voltooid in 1591, waren er meerdere bruggen die op deze plaats het Canal Grande overspanden. De eerste brug, een vlotbrug, werd gebouwd in 1181 door Niccolò Barattieri.
Deze vlotbrug werd rond 1250 vervangen door een houten brug op dezelfde plaats. Deze bestond uit twee omhooglopende hellingen met in het midden een ophaalbrug zodat ook de grotere schepen eronderdoor konden. De houten brug stortte meerdere keren in, bijvoorbeeld in 1444 onder het gewicht van de mensenmassa die was komen kijken naar een optocht van boten.
Hierdoor werd in 1503 voor de eerste keer besloten om de mogelijkheid van een stenen brug te onderzoeken. In de daaropvolgende decennia werden er meerdere voorstellen gedaan, tot in 1551 het stadsbestuur om een ontwerp voor de vernieuwing van de brug vroeg. Meerdere beroemde architecten, waaronder Andrea Palladio, dienden ontwerpen in. De meeste van deze ontwerpen waren op klassieke leest geschoeid en gingen uit van een overspanning door meerdere bogen. Deze aanpak werd echter niet geschikt gevonden voor de situatie ter plaatse, omdat meerdere bogen het verkeer in het drukbevaren kanaal zouden hinderen.
De huidige brug, ontworpen door Antonio da Ponte, overspant het Canal Grande in één boog. Het ontwerp lijkt veel op de oude houten brug, met twee hellingen verbonden door een centrale overspanning. Links en rechts van de open oversteek bevinden zich stalletjes. Het is ook mogelijk om achter de winkeltjes langs te lopen en naar het water te kijken, wat op het middenpad niet mogelijk is.
Een replica van de brug bevindt zich in het Venetian-hotel in Las Vegas.
Het is een van de weinige bebouwde bruggen ter wereld, samen met de Krämerbrücke in Erfurt, Pulteney Bridge in Bath, High Bridge in Lincoln en de Ponte Vecchio in Firenze.